# Automóviles Matas
Fábrica de Automóviles Matas & Compañía war ein spanischer Hersteller von Automobilen.

## Unternehmensgeschichte
Das Unternehmen aus Barcelona begann 1917 unter der Leitung von Joaquín Matas mit der Produktion von Automobilen. 1921 endete die Produktion. SRC übernahm die Lizenzrechte.

## Fahrzeuge
Das Unternehmen stellte Fahrzeuge mit Vierzylindermotoren her. Das Modell 8/10 HP hatte einen Einbaumotor von Dorman. Daneben standen Motoren von Continental und MAG zur Auswahl. Die Vorderradführung bestand aus einem Paket Blattfedern quer vor dem Kühler mit einer zentralen Anlenkung.